# Abu Dali, Hama
Abu Dali (tiếng Ả Rập: أبو دالي) là một ngôi làng Syria nằm ở phường Uqayribat thuộc huyện Salamiyah, Hama. Theo Cục Thống kê Trung ương Syria (CBS), Abu Dali có dân số 288 người trong cuộc điều tra dân số năm 2004.. Abu Dali bị Quân đội Syria chiếm giữ vào ngày 7 tháng 9 năm 2017.